# Biblia Coverdale
La Biblia Coverdale, compilada por el clérigo Myles Coverdale y publicada en 1535, fue la primera traducción completa de la Biblia en inglés moderno (no solo el Antiguo o el Nuevo Testamento), y la primera traducción impresa completa al idioma inglés.

## Descripción
Las ediciones posteriores (en in-folio y cuartilla) publicadas en 1537 fueron las primeras Biblias completas impresas en Inglaterra. La edición in-folio de 1537 llevaba la licencia real y fue por tanto la primera traducción de la Biblia en inglés aprobada oficialmente. El salterio de la Biblia Coverdale fue incluido en el Libro de Oración Común Anglicano a partir de 1662, y en todas las ediciones del Libro Episcopal de Oración Común hasta 1979.

## Historia
El lugar de publicación de la edición de 1535 ha sido largamente discutido. Inicialmente se mencionaban a Froschover en Zúrich o Cervicornus en Colonia. Desde el descubrimiento de Guido Latré en 1997, el impresor ha sido identificado como Merten de Keyser en Amberes. La publicación fue financiada en parte por Jacobus van Meteren en Amberes. El otro patrocinador de la Biblia Coverdale fue el sobrino de este último, Leonard Ortels (1539), padre de Abraham Ortelius (1527-1598), el famoso geógrafo, humanista y cartógrafo.
Aunque Coverdale también participó en la preparación de la Gran Biblia de 1539, la Biblia Coverdale se continuó imprimiendo. La última de las más de veinte ediciones que existieron apareció en 1553.